# FIRE ムーブメント
FIRE ムーブメント（英: Financial Independence, Retire Early movement、ファイヤー）は、経済的自立と早期退職を目標とするライフスタイルまたはそれを啓蒙するムーブメントを指す造語。アメリカから始まって欧州や日本などにも広がった。この生活モデルは、ブログ、ポッドキャスト、およびオンラインフォーラムなどで共有されている情報を通じて、2010年代から大きな注目を集め、特にミレニアル世代などに人気が高まった。
FIREを達成するための方法は、収入増や支出減を模索しながら、意図的に貯蓄率を最大化することである。その目的は、（FIRE達成後の）生涯の支出を賄うのに十分な不労所得を得ることだ。 FIREムーブメントの支持者は、（退職後の資産の取り崩しに関して）4%ルールを提案しており、推定年間生活費の少なくとも25倍の貯蓄目標を設定している。日本においては資産1億円が目安という意見もある。
経済的独立を達成すると、労働所得は付属的となり、標準的な定年よりも数十年早く退職が可能になる。 
以下の2つを達成するとFIREを達成できる。
- 貯蓄率を高め、生活費25年分を貯蓄する。
- 投資のインフレ調整後の利回りを4%以上にする。

FIREの目的としては労働から自らを解放してやりたいことを時間を費やすほか、介護離職に備える人もいる。ある程度の仕事を続けて貯蓄・資産の目減りを抑える「サイドFIRE」というスタイルも提唱されている。

## 背景
FIREは、ファイナンシャルプランナーによって一般的に推奨されている10〜15%をはるかに超える積極的な貯蓄率によって達成される。一定の収入と支出を想定し、投資収益を無視すると、次のことがいえる。 
- 10%の貯蓄率のとき、1年分の生活費を貯蓄するには（1 - 0.1）÷0.1=9年間の労働所得が必要。
- 25%の貯蓄率のとき、1年分の生活費を貯蓄するには（1 - 0.25）÷0.25=3年間の労働所得が必要。
- 50%の貯蓄率のとき、1年分の生活費を貯蓄するには（1 - 0.5）÷0.5=1年間の労働所得が必要。
- 75%の貯蓄率のとき、1年分の生活費を貯蓄するには（1 - 0.75）÷0.75=0.33年間の労働所得が必要。

この例から、貯蓄率が上がるにつれて退職までの時間が大幅に短縮されると結論付けることができる。 このため、FIREを追求する人々は、収入の50%以上を貯蓄しようとしている。75%の貯蓄率では、「4%の安全な資産の取り崩しルール」によって提案されている生活費25年分の貯蓄には10年もかからない。 
| 貯蓄率 | 投資利回り | 投資利回り | 投資利回り |
| 貯蓄率 | 1%         | 5%         | 10%        |
| ------ | ---------- | ---------- | ---------- |
| 5%     | 175年      | 65年       | 40年       |
| 10%    | 118年      | 51年       | 33年       |
| 20%    | 69年       | 36年       | 25年       |
| 40%    | 32年       | 21年       | 16年       |
| 60%    | 15年       | 12年       | 10年       |
| 80%    | 6年        | 5年        | 5年        |

投資利回りはインフレ調整後の実質利回り。計算式は以下の通り。貯蓄率をp、投資利回りをr、必要な年数をxと置くと、下記の方程式を解きxを求めれば良い。pとrの単位は倍率。つまり貯蓄率5%、投資利回り10%なら、p=0.05でr=1.1。
{\displaystyle \int _{0}^{x}pr^{t}dt=25(1-p)}
{\displaystyle \Leftrightarrow {\frac {p}{\ln r}}(r^{x}-1)=25(1-p)}
{\displaystyle \Leftrightarrow x={\frac {\ln(1+25({\frac {1}{p}}-1)\ln r)}{\ln r}}}
これらの理論はアメリカのインフレ率や株式市場の成長率をもとに作られており、他の地域にそのままあてはまるわけではない。

## 4%ルール
資産の取り崩し方として4%ルール（トリニティスタディ）というのが提案されている。もし、物価上昇率と同じ利率で無リスクで運用できる方法が仮にあったとして、その場合は4%ずつ取り崩すと25年で資産は無くなる。トリニティ大学の Philip L. Cooley らが、1926年〜1995年の過去データを使って計算した所、アメリカ居住者が、資産をアメリカ株式（S&P 500）とアメリカ債券（長期高格付け社債）で株式と債券を75:25にして資産運用し、インフレも加味して初期資産の4%に相当する金額を毎年取り崩した場合、資産が0ドルより多く残る確率は、25年後は確率100%、30年後は確率98%という計算結果になった（論文のTable 3の75% Stocks/25% Bonds）。ジェレミー・シーゲルの調査によると、1980年〜2012年のデータでは30年保有の場合は株式を68%にするのが現代ポートフォリオ理論では最もリスクが低くインフレ調整後の利回りは5%台。

## 歴史
FIREムーブメントの背後にある主要なアイデアは、 Vicki RobinとJoe Dominguezによって書かれた1992年のベストセラーの本Your Money or Your Life、およびJacob Lund Fiskerによる2010年のEarly Retirement Extremeに由来する。これらの作品は、経済的独立を達成するための、投資からの収入とシンプルな生活を組み合わせることの基本的枠組みを提供した。特に、後者の作品では、貯蓄率と退職時期の関係に言及している。これにより、想定されるレベルの収入と支出を考慮して、彼らの退職時期を手軽に予測することを可能にした。 
2011年に開始されたブログ「Mr. Money Mustache」は、 節約を通して早期退職を達成するという考えに関心を寄せ、FIREムーブメントの拡散に大きな影響を与えた。他のブログやポッドキャストでも、FIREの概念はオンラインで激しく議論され、洗練され推進され続けている。2018年に、FIREムーブメントは伝統的な主要メディアによって大きな報道された。同年後半に The Harris Poll が行った調査によると、45歳以上の裕福なアメリカ人の26%がFIREムーブメントの概念を認識しており、11%が名前を聞いたことがあるとしている。

## 批判

### 貯蓄率を上げることの難しさ
一部の批評家は、FIREムーブメントは「高所得者のものである」と主張し、FIREに必要な高い貯蓄率を低所得で達成することの難しさを指摘している。

### 投資実質利回り4%の難しさ
もう一つの一般的な批判は、FIREムーブメントによる早期退職者の貯蓄が十分でないという批判である。 FIREによる退職フェーズは70年ほども続く可能性があり、30年の伝統的な退職期間のために開発された4%ルールを適用することは不適切である、と批評家は指摘している。この批判は、伝統的な退職モデルよりもはるかに長い期間にわたる4%ルールの実証的証拠の欠如に基づいている。
2020年10月20日時点、S&P 500の過去10年間の利回り（配当金とアメリカ配当課税込み）は年13.01%（ドル建て）であり、アメリカのインフレ率は2%程度のため、インフレ調整後の利回りは4%を大きく超えている。ジェレミー・シーゲルの調査によると、1802年〜2013年のアメリカの株式のインフレ調整後の利回りは6.7%。ただしこれらは過去の話であり、未来も同じ状況にあるかは当然未知である。またバンガードアメリカトータル債券市場ETF（NASDAQ: BND）の過去10年間のトータルリターンは2020年9月末時点、年3.57%のため、投資適格債だけではリスクテイクは不十分であり、株式の比率を高め、より大きくリスクを取る必要がある。